# Bruce Lee – Die Todesfaust des Cheng Li
Bruce Lee – Die Todesfaust des Cheng Li (Originaltitel: chinesisch 唐山大兄, Pinyin Tángshān dàxiōng, Jyutping Tong1saan1 daai6hing1 – „Großer Bruder aus China“, US-amerikanischer Titel: englisch Fists of Fury, internationaler Titel: englisch The Big Boss) ist der erste der vier (vollendeten) Martial-Arts-Filme mit Bruce Lee als Hauptdarsteller. Regie führte Wei Lo (alias Lo Wei).
Dieser Film, der am 31. Oktober 1971 in Hongkong Premiere hatte, brach in den hochchinesischen Provinzen (englisch Mandarin-Circuit) sämtliche Rekorde und machte Bruce Lee berühmt.

## Handlung
Da der junge Cheng Li, ein begnadeter chinesischer Kampfkünstler, keine Arbeit findet, schickt seine Mutter ihn zu Verwandten nach Thailand. Dort bekommt er Arbeit in einer Eisfabrik, die aber von den Besitzern zur Vertuschung ihrer Rauschgiftgeschäfte genutzt wird. Als zwei Kollegen dies zufällig entdecken, verschwinden sie spurlos. Bei Nachforschungen verschwindet auch Cheng Lis Cousin, der Kampfkünstler Hsiu Chien. Cheng Li verspricht seinen Verwandten, sich darum zu kümmern, doch der Boss der Firma schafft es, sich aus allem herauszureden.
Bei einer Prostituierten erfährt Cheng Li, dass sein Boss ein Drogenbaron ist. Kaum ist er gegangen, wird die Prostituierte vom Sohn des Bosses ermordet. Cheng Li geht sofort zur Fabrik, wo er in einem Lager das Rauschgift und seinen toten Cousin findet. In diesem Moment wird er vom Sohn des Bosses und etlichen Handlangern umstellt. Doch Cheng Li schafft es, alle zu besiegen. Einige von ihnen, darunter auch der Sohn des Bosses, werden von ihm getötet. Im Anschluss begibt sich Cheng Li zum Haus seiner Verwandten, wo er mit der schrecklichen Tatsache konfrontiert wird, dass diese im Auftrag des Bosses im Schlaf ermordet und Cheng Lis Cousine Chow Mei entführt worden ist.
Cheng Li nimmt das zum Anlass, sich zur Villa seines Bosses zu begeben, wo er einige der Wachen tötet. Kurz darauf kommt es zum finalen Kampf zwischen ihm und dem Boss, wobei Cheng die Oberhand gewinnt und den Drogenbaron tötet.
Chow Mei wird während des Kampfes von einer Bediensteten des Bosses befreit und kann die Polizei benachrichtigen, die in der Villa eintrifft und Cheng Li verhaftet.

## Kritik
„Bruce Lees erster großer Welterfolg: Packende bis bizarre Kampfszenen in einer eher dürftigen, aber blutigen Inszenierung, deren Regisseur offensichtlich gerade den Zoom für sich entdeckt hatte.“

## Wissenswertes
- Der chinesische Titel des Films lautet 唐山大兄 – Tangshan daxiong, kantonesisch Tongsaan daaihing, was auf Deutsch „Großer Bruder aus China“ bzw. sinngemäß „Älterer Bruder aus der Heimat“ bedeutet.[3] Mit dem großen Bruder ist Lees Rolle Cheng Chao-an (鄭潮安 / 郑潮安,  Zhèng Cháo'ān,  Chêng Ch’ao-an, Jyutping Zeng6 Ciu4on1) gemeint, der aus der Heimat China nach Thailand kommt.[1]
- Der englischsprachige Titel The Big Boss bezieht sich auf den Fabrikbesitzer Mr. Mi.
- Bei der Veröffentlichung in Amerika passierte eine Verwechslung in der Namensgebung. Lees erster Film, The Big Boss (Bruce Lee – Die Todesfaust des Cheng Li), sollte unter dem Titel The Chinese Connection erscheinen, welcher eine Anlehnung an Brennpunkt Brooklyn (Originaltitel: The French Connection) mit Gene Hackman ist, da es in beiden Filmen um Drogenhandel geht. Sein zweiter Film, Fist of Fury (Bruce Lee – Todesgrüße aus Shanghai), sollte lediglich in Fists of Fury geändert werden. Aus unbekannten Gründen wurde dies von verantwortlichen Personen verwechselt, weshalb The Big Boss in Amerika als Fists of Fury erschien, und Fist of Fury als The Chinese Connection.
- Der von Bruce Lee dargestellte Protagonist trug in fast allen Versionen den Namen Cheng Chao-an. In der deutschsprachigen Fassung bekam er den Namen Cheng Li. In China ist der erste Namensteil der Familienname, der zweite Teil ist der Vorname. Cheng ist somit sein Familienname, Chao-an ist sein Vorname. In der deutschen Version passierte hier ein Fehler: Er wird von seinem Vorarbeiter als „Li“ angesprochen. Laut chinesischer Namenskonvention, Familienname zuerst, hätte er in der deutschsprachigen Fassung eigentlich Li Cheng heißen müssen.
- Nora Miao und James Tien waren auch in anderen Golden-Harvest-Produktionen an Bruce Lees Seite zu sehen.
- Das in späteren Filmen für Lee so charakteristische Kampfgeschrei ist hier noch nicht bzw. nur in Ansätzen zu hören.
- Die ungeschnittene Fassung des Films wurde nie veröffentlicht, da mindestens eine Szene (in welcher Cheng Li einem Angreifer eine Handsäge in den Kopf rammt) in weltweit sämtlichen Veröffentlichungen fehlt. Ob diese Szene seinerzeit im Kino zu sehen war oder bereits in der Postproduktion des Films herausgeschnitten wurde, lässt sich nicht mehr feststellen. Das entsprechende Filmmaterial gilt heute als verschollen, es existieren jedoch Produktionsfotos dieser Szene.[5]
- Im Jahr 2011 wurde eine Bruce Lee Collection in Deutschland auf Blu-Ray veröffentlicht. Diese enthält zum ersten Mal eine nicht zusätzlich zensierte Fassung des Films und ist, bis auf das Fehlen der „Säge-Szene“, ungeschnitten.